# Turistická značená trasa 1080
 Turistická značená trasa 1080 je 2 km dlouhá modře značená trasa Klubu českých turistů na katastru obce Ptice v okrese Praha-západ a částečně obce Svárov v okrese Kladno. Vede od myslivny v Dolním Podkozí kolem obory Podkozí ke Svárovské lípě.

## Průběh trasy
Trasa začíná u myslivny v Dolním Podkozí. Nejprve přibližně 270 metrů vede po silnici, poté asi 800 metrů skalnatým kaňonem potoka a zbytek trasy lesem. Téměř celá trasa vede kolem dvoumetrové dřevěné ohrady obory Podkozí patřící miliardáři Petrovi Kellnerovi. Posledních 75 metrů tato trasa sdílí se zelenou trasou č. 3015 ze Ptic do Lhotky u Berouna.
| km | místo          | navazující, křižující a souběžné trasy |
| -- | -------------- | -------------------------------------- |
| 0  | Dolní Podkozí  | 0029                                   |
| 2  | Svárovská lípa | 3015                                   |

## Původní trasa
Trasa do údolí Kačáku původně vedla lesem přes kopec, kde je dnes Kellnerova obora, a podle generálního sekretáře KČT Mojmíra Nováčka byla nezajímavá. Její přeložení bylo vyvoláno stavbou obory. Podle Nováčka je však cesta kolem skalnatého kaňonu potoka okolo obory mnohem zajímavější. Kellner také prý zaplatil materiál na nové značení i cestovné značkařů.

## Turistické zajímavosti na trase
- Obora Podkozí
- Svárovská lípa